# Малое Псеушхо
Ма́лое Псеушхо́ (адыг. Псыушхъо цӏыкӏу, Кодэшъахьып) — аул в Туапсинском районе Краснодарского края.
Входит в состав муниципального образования «Георгиевское сельское поселение».

## География
Аул расположен в южной части Туапсинского района, в бассейне реки Малое Псеушхо. Находится в 8 км к югу от административного центра — Георгиевское, в 30 км к северо-востоку от районного центра Туапсе и в 112 км к югу от города Краснодар.
Граничит с землями населённых пунктов — Большое Псеушхо на юге и Георгиевское на севере.
Населённый пункт расположен на южном склоне Главного Кавказского хребта и окружён горными грядами со смешанным сосновым и лиственным лесом. Средние высоты на территории села составляют 143 метра над уровнем моря. Наивысшей точками в окрестностях аула являются горы — Большое Псеушхо (1100 м), Тхихурай (924 м) и т.д. К северо-востоку от аула расположена скала Шокуш.
Гидрографическая сеть представлена бассейном реки Малое Псеушхо. Речка Малое Псеушхо образуется при слиянии рек Напсиотам и Тхашомчук в центре аула. Также в пределах аула в Малое Псеушхо несут свои воды — Колокотук, Хакужук и Мезецу. К востоку от аула расположено урочище — Дешеньикашеф. К западу расположено популярное у туристов и священное для местного населения — озеро Хыжи.
Климат в ауле субтропический. Среднегодовая температура воздуха составляет около +12,5°С, со средними температурами июля около +22,5°С, и средними температурами января около +4°С. Среднегодовое количество осадков составляет около 1100 мм в год. Основная часть осадков выпадает в зимний период. Важную роль также играют холодные воздушные массы дующие из северного склона Главного Кавказского хребта через перевалы.

## Этимология
Своё название аул получил от реки Малое Псеушхо, стекающей с северо-восточного склона хребта Пеус.
Гидроним Псеушхо (адыг. Псыушхъо) в переводе означает «голубая река (вода)», где псы — «река (или вода)», а (у)шхъо — «голубая».
Среди местного населения также сохранилось и другое название аула — Кодэшъахьып, что в переводе с адыгейского языка означает — «место приношений Кодешу». Кодеш в прошлом считалось божеством моря у причерноморских адыгов.

## История
До окончания Кавказской войны, на месте современного населённого пункта существовал шапсугский аул Кодэшъахьып, который был разрушен в ходе военных действий и заброшен в период мухаджирства.
В русских военных картах 1870 года на данном месте ещё значилось черкесское селение Кодэшъахьып, расположенное в восьми километрах от станицы Георгиевской.
Однако первые сведения о современном ауле Малое Псеушхо относятся уже к 1905 году. Тогда по сведениям исследователей в ауле проживало всего 20 черкесских семей.
По ревизии от 1 января 1917 года аул Малое Псеушхо числилась в составе Туапсинского округа Черноморской губернии.
По ревизии от 26 апреля 1923 года аул Малое Псеушхо зарегистрирован в составе Вельяминовской волости Туапсинского района Черноморского округа Кубано-Черноморской области.
14 сентября 1924 года аул Малое Псеушхо передан из Туапсинского района в состав Шапсугского национального района Северо-Кавказского края.
16 апреля 1940 года при упразднении Шапсугского национального района, аул возвращен в состав Туапсинского муниципального района.

## Население
| 1999 | 2002 | 2010 |
| ---- | ---- | ---- |
| 252  | ↗279 | ↘253 |

Национальный состав
По данным Всероссийской переписи населения 2010 года:
| Народ    | Численность, чел. | Доля от всего населения, % |
| -------- | ----------------- | -------------------------- |
| адыги    | 223               | 88,1 %                     |
| русские  | 16                | 6,3 %                      |
| украинцы | 6                 | 2,4 %                      |
| другие   | 8                 | 3,2 %                      |
| всего    | 253               | 100 %                      |

## Инфраструктура
В ауле отсутствуют школа, детский сад и больница. Ближайшие объекты социальной инфраструктуры находятся в центре сельского поселения — Георгиевское.

## Экономика
Как и в других населённых пунктах горной зоны Туапсинского района главную роль в экономике села играет садоводство. В окрестностях села разбиты яблоневые, фундуковые и прочие сады. В долинах рек сохранились заброшенные и заросшие со времён Кавказской войны — Старые Черкесские Сады.
В сфере туризма развиты туристические походы в окрестные горы, хребты, водопады и ущелья. Довольно часто посещаются сохранившиеся в окрестностях аула древние дольмены.

## Ислам
До 1930-х годов в ауле имелась одна мечеть. В годы атеистической политики в СССР, мечеть была закрыта и превращён в склад.

## Улицы
Улицы
| Комсомольская |

| Лесная |

| Тхагушева |

Переулки
| Комсомольский |

| Хакужук |